# 美波ゆめトンネル

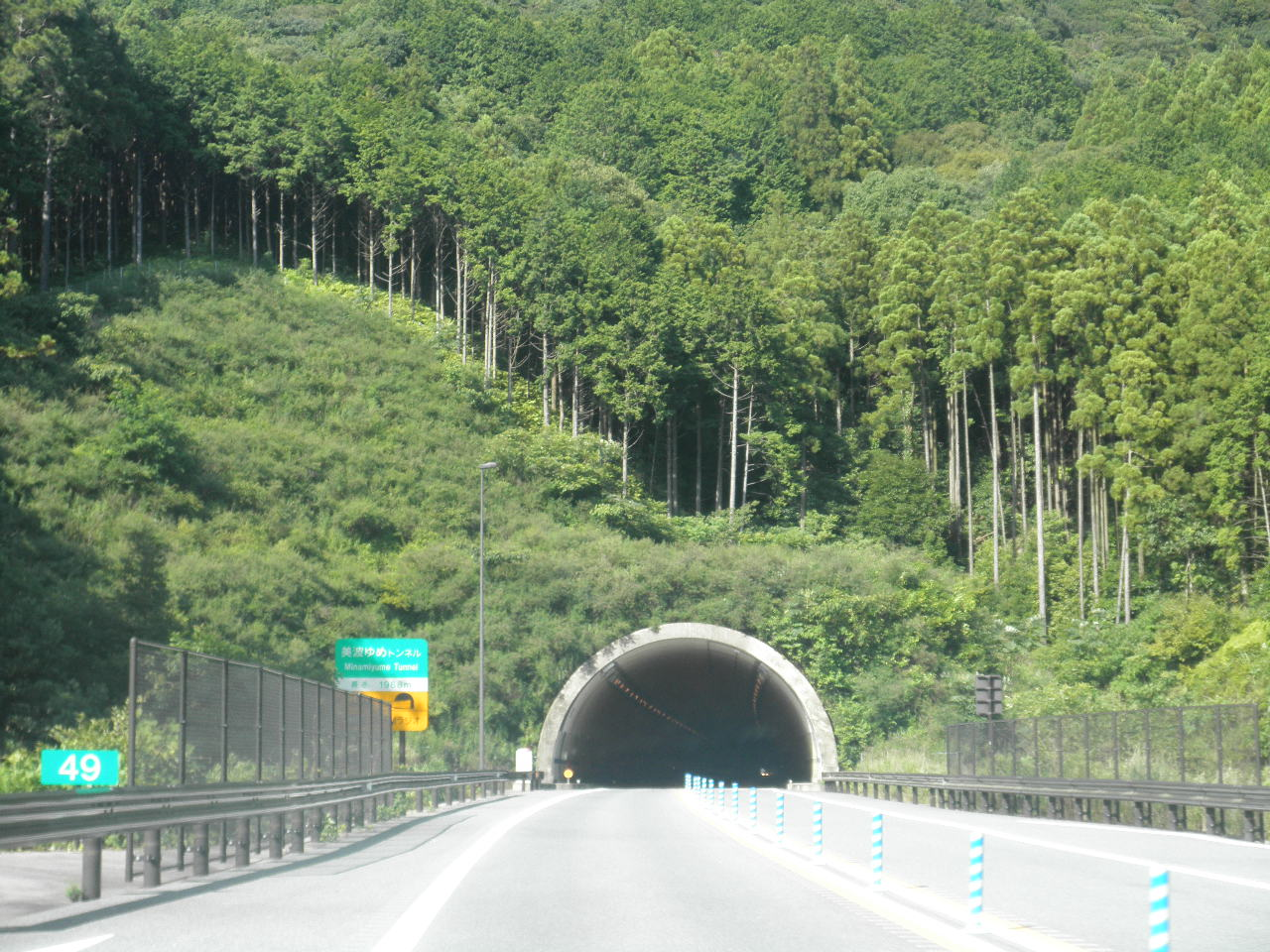
上り線側から撮影

美波ゆめトンネル（みなみゆめトンネル）は、徳島県海部郡美波町木岐と同町北河内を結ぶトンネルである。
日和佐道路（阿南安芸自動車道）の一部である。
四ツ足峠トンネル（国道195号・徳島-高知県境）を抜いて徳島県南部で最長のトンネルである。

## 概要
- 全長：1,968m
- 幅員：10.5m
- 高さ：4.7m
- 照明：白色
- 車線数：2車線
- 非常駐車帯：4箇所（上下線各2箇所）
- 非常用設備：非常電話、防火設備
- 換気設備：ジェットファン6基（南側抗口付近に集中）
- 中央線視線誘導施設：青色ラバーポール
- トンネル内ラジオ再放送設備：有
- トンネル中間点標示：有（壁面）

## 沿革
- 2000年度 - 着工
- 2003年12月18日 - 貫通

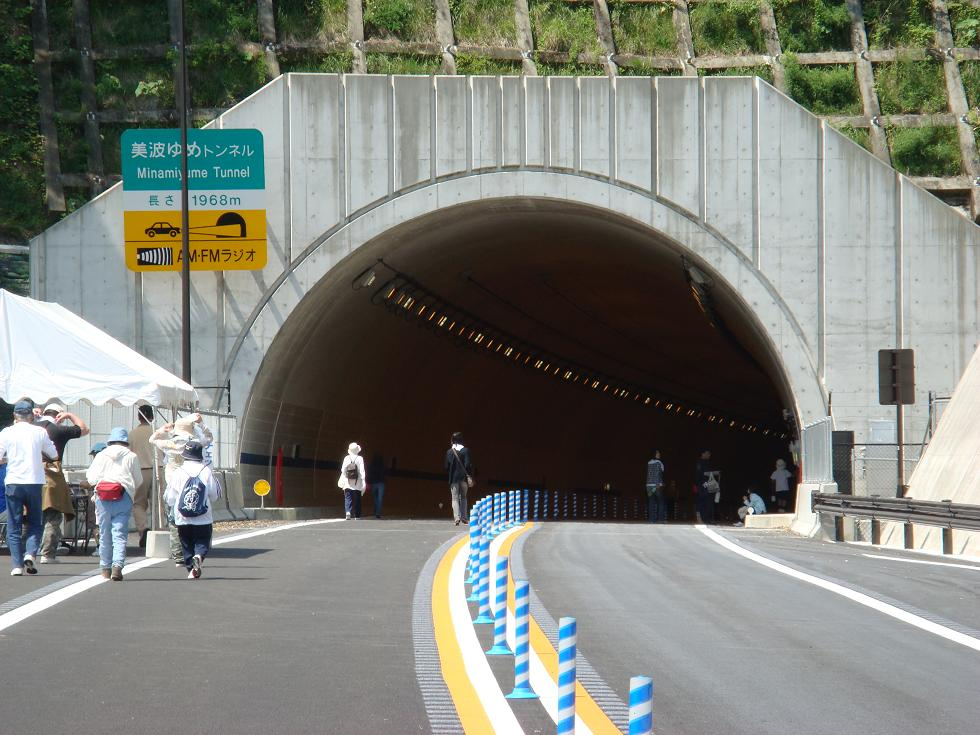
開通日の様子

- 2006年1月20日〜3月10日 - 名称一般公募
- 2006年4月6日 - 名付け親等表彰式
- 2007年5月12日 - 16時30分、開通

## 名前
美波ゆめトンネルの名は一般公募で選定・決定された。それまでの仮称は「日和佐トンネル」。選定の概要は日和佐国道出張所HPによると以下の通り。
- 応募総数：290
- 応募名称：126種
- 名付け親：2名
- 命名理由：「長年の夢を叶え、さらに町の活性化へと進化し、夢を持って輝いて生活する町の実現」等

この他の案として、美波トンネル（65名）、うみがめトンネル（18名）、やくよけトンネル（9名）、おとひめトンネル（7名）が紹介されている。傾向としては同時期（2006年3月31日）に誕生した「美波」町にちなむ名の応募が95名と多かったとする。
なお、旧称の「日和佐トンネル」および当道路未供用部の「福井トンネル」は、それぞれ同名のトンネルが現道の国道55号に存在する。
このほか「うみがめ橋」と「由岐インターチェンジ」も名前が一般公募された。

## 隣
木岐高架橋 - 北白浜トンネル - 美波ゆめトンネル - うみがめ橋 - 日和佐出入口

## 周辺
- 室戸阿南海岸国定公園
- JR牟岐線（阿波室戸シーサイドライン）北河内駅
- JR牟岐線烏山トンネル
- JR牟岐線辻山トンネル
- 田井ノ浜海水浴場
- 薬王寺（四国八十八箇所第23番・阿南室戸歴史文化道）
- 日和佐城
- 道の駅日和佐
- 南阿波サンライン